# 742 Edisona
742 Edisona је астероид главног астероидног појаса са пречником од приближно 45,60 .
Афел астероида је на удаљености од 3,374 астрономских јединица (АЈ) од Сунца, а перихел на 2,650 АЈ.
Ексцентрицитет орбите износи 0,120, инклинација (нагиб) орбите у односу на раван еклиптике 11,210 степени, а орбитални период износи 1909,660 дана (5,228 година).
Апсолутна магнитуда астероида је 9,55 а геометријски албедо 0,128.
Астероид је откривен 23. фебруара 1913. године.